# Dry Falls Dam
Der Dry Falls Dam (auch South Coulee Dam oder South Dam) ist ein erdgefüllter, aus Felsgestein gebauter Staudamm im Grant County im US-Bundesstaat Washington. Er wurde in der Nähe von Coulee City als Teil des Columbia Basin Project des United States Bureau of Reclamation erbaut. Das durch den Grand Coulee Dam aufgestaute Wasser des Columbia River wird mit Hilfe des Feeder Canal in die Grand Coulee gepumpt, einen ehemals trockenen Canyon. Das Nordende der Grand Coulee ist durch den North Dam versiegelt; der Dry Falls Dam erstreckt sich in der Mitte der Coulee (dt. hier „Flussterrasse“). Dadurch ist es möglich, mit dem vom Columbia River gepumpten Wasser die obere Grand Coulee zu füllen und ein großes Ausgleichsbecken, den Banks Lake, zu füllen. Das Wasser aus dem Stausee wird in den Main Canal des Bewässerungsprojekts geleitet, welcher vom Dry Falls Dam aus bis zu einem weiteren Stausee verläuft, dem Billy Clapp Lake, der durch den Pinto Dam gebildet wird.

## Bau
Sowohl der North Dam als auch der Dry Falls Dam sind aus Felsgestein gebaute erdgefüllte Strukturen. Sie wurden gebaut, um den Banks Lake, ein 27 mi (43 km) langes Ausgleichsbecken mit einer Staukapazität von etwa 1,5 km³ für Bewässerungszwecke, entstehen zu lassen. Der Rückfluss in den Columbia River bietet die Möglichkeit zur Elektroenergieerzeugung. Der Feeder Canal zum Banks Lake hat eine Kapazität von 736 Kubikmetern je Sekunde, Der Dry Falls Dam und der Auslass zum Main Canal befinden sich nahe Coulee City. Der Auslass (Main Canal Headworks) ist nicht Bestandteil des Dry Falls Dam; er wurde um sechs Pumpen-/ Generator-Einheiten erweitert. Der Main Canal wurde von 50 ft (15 m) auf 80 ft (24 m) erweitert.

## Geschichte
Der Bau der Dry Falls Dam begann 1946 unter dem Namen South Coulee Dam. Die Firmen Roy L. Blair and Company und James Crick and Sons gewannen die Ausschreibung mit einer Bausumme von 2.771.887 USD. Die Arbeiten begannen Mitte Juli. Zum Vertrag gehörten der Dammbau quer durch die Grand Coulee, der Zulaufkanal, das Auslass- und Regelbauwerk und die Anfangsstrecke des Abflusskanals.
Durch das anstehende Gestein wurde ein Aufschlusskanal für die Gesamtlänge des Damms getrieben. Eine durchgehende Betonmauer wurde in der Mitte des Grabens mit Füßen aller 3 ft (0,9 m) errichtet. Die Mauer verhindert Sickerwasser unter dem Damm und ist 1,5 … 3 m hoch. Der Bau des Ablaufkanals begann im März 1948 und wurde ein Jahr später fertiggestellt. Der Damm war als Erddamm geplant mit einem undurchlässigen Kern, einer halbdurchlässigen Schicht auf jeder Seite des Kerns und einer steingefüllten Schicht zum Abschluss. Die halbdurchlässige Schicht wurde in verdichteten Ein-Fuß-Schichten (0,3 m) ausgeführt. Die Abschlussschicht wurde in Drei-Fuß-Schichten (ca. ein Meter) ohne Verdichtung ausgeführt.